# عبد السلام بن عبد الله
 عبد السلام بن عبد الله  (1964 الجزائر) هو لاعب كرة قدم جزائري.